# Tweede Kamerverkiezingen 2023/Kandidatenlijst/PVV
Dit is de kandidatenlijst voor de Tweede Kamerverkiezingen van 2023 van de Partij voor de Vrijheid (PVV) zoals die op 13 oktober 2023 is vastgesteld door de Kiesraad.

## Lijst
| Positie | Kandidaat             | Stemmen   | Resultaat |
| ------- | --------------------- | --------- | --------- |
| 1       | Geert Wilders         | 2.230.371 | Verkozen  |
| 2       | Fleur Agema           | 117.255   | Verkozen  |
| 3       | Rachel van Meetelen   | 8.023     | Verkozen  |
| 4       | Gidi Markuszower      | 2.845     | Verkozen  |
| 5       | Martin Bosma          | 47.189    | Verkozen  |
| 6       | René Claassen         | 3.764     | Verkozen  |
| 7       | Marjolein Faber       | 4.390     | Verkozen  |
| 8       | Edgar Mulder          | 2.388     | Verkozen  |
| 9       | Vicky Maeijer         | 2.547     | Verkozen  |
| 10      | Teun van Dijck        | 557       | Verkozen  |
| 11      | Alexander Kops        | 845       | Verkozen  |
| 12      | Barry Madlener        | 693       | Verkozen  |
| 13      | Léon de Jong          | 1.182     | Verkozen  |
| 14      | Dion Graus            | 1.548     | Verkozen  |
| 15      | Reinder Blaauw        | 1.867     | Verkozen  |
| 16      | Raymond de Roon       | 477       | Verkozen  |
| 17      | Emiel van Dijk        | 410       | Verkozen  |
| 18      | Henk de Vree          | 425       | Verkozen  |
| 19      | Max Aardema           | 2.317     | Verkozen  |
| 20      | Martine van der Velde | 2.498     | Verkozen  |
| 21      | Patrick van der Hoeff | 977       | Verkozen  |
| 22      | Marco Deen            | 582       | Verkozen  |
| 23      | Jeanet Nijhof-Leeuw   | 2.541     | Verkozen  |
| 24      | Maikel Boon           | 693       | Verkozen  |
| 25      | Jeremy Mooiman        | 866       | Verkozen  |
| 26      | Dennis Ram            | 1.394     | Verkozen  |
| 27      | Elmar Vlottes         | 706       | Verkozen  |
| 28      | Peter Smitskam        | 240       | Verkozen  |
| 29      | Eric Esser            | 1.313     | Verkozen  |
| 30      | Willem Boutkan        | 331       | Verkozen  |
| 31      | Vincent van den Born  | 386       | Verkozen  |
| 32      | Patrick Crijns        | 953       | Verkozen  |
| 33      | Peter van Haasen      | 439       | Verkozen  |
| 34      | Marina Vondeling      | 1.589     | Verkozen  |
| 35      | Jan Valize            | 594       | Verkozen  |
| 36      | Hidde Heutink         | 846       | Verkozen  |
| 37      | Joeri Pool            | 296       | Verkozen  |
| 38      | Chris Faddegon        | 71        | Vervanger |
| 39      | Nico Uppelschoten     | 393       | Vervanger |
| 40      | Robert Rep            | 825       | Vervanger |
| 41      | Folkert Thiadens      | 181       | Vervanger |
| 42      | Annette Raijer        | 962       |           |
| 43      | Roel van Bijnen       | 425       |           |
| 44      | Alexander van Hattem  | 416       |           |
| 45      | Gom van Strien        | 1.230     |           |
| Totaal  | Totaal                | 2.450.878 |           |

2006 · 2010 · 2012 · 2017 · 2021 · 2023
VVD · D66 · GroenLinks-PvdA · PVV · CDA · SP · Forum voor Democratie · Partij voor de Dieren · ChristenUnie · Volt · JA21 · SGP · DENK · 50PLUS · BBB · BIJ1 · Piratenpartij - De Groenen · BVNL / Groep Van Haga · Nieuw Sociaal Contract · Splinter · Libertaire Partij · LEF - Voor de Nieuwe Generatie · Samen voor Nederland · Nederland met een PLAN · PartijvdSport · Politieke Partij voor Basisinkomen